# La Voce della Patria
La Voce della Patria è stato un settimanale in lingua italiana pubblicato a Berlino nel 1943-1944. Era un organo dei fascisti repubblicani all'estero e d'oltremare, pubblicato dall'ambasciata della Repubblica Sociale Italiana (RSI) a Berlino per essere distribuito nei campi degli Internati Militari Italiani (IMI) in Germania dopo l'armistizio dell'8 settembre 1943 tra il Regno d'Italia e le potenze alleate.

## Storia
Il giornalista Guido Tonella, che era stato corrispondente de La Stampa, era il direttore del giornale. La redazione de La Voce della Patria si trovava in Victoriastrasse 10. Era stampata dalla Deutscher Verlag.
Il primo numero de La Voce della Patria fu pubblicato il 3 ottobre 1943. Nel 1943 furono pubblicati 13 numeri del giornale, mentre nel 1944 ne furono pubblicati 37. I numeri del giornale erano alti 46 cm.
La Voce della Patria era l'unico canale di comunicazione tra il mondo esterno e gli IMI. La Voce della Patria cercava di mobilitare il sostegno alla RSI tra gli internati italiani, sostenendo che le azioni tedesche nei confronti dei soldati italiani erano giustificate. Sosteneva che Pietro Badoglio aveva tradito l'Italia e che i soldati italiani dovevano rimanere fedeli ai loro alleati tedeschi. Soprattutto nel periodo ottobre-dicembre 1943, il giornale riportò numerosi appelli all'arruolamento per sostenere la Germania, sia attraverso l'adesione alle forze armate della RSI sia attraverso l'arruolamento in unità di lavoro. Il discorso della pubblicazione invocava sia argomenti morali a favore del fascismo sia indicazioni sul fatto che l'arruolamento avrebbe potuto portare a un miglioramento delle razioni alimentari o delle condizioni materiali.
Nei campi venivano distribuite circa 40.000-50.000 copie de La Voce della Patria.  Secondo le testimonianze di ex detenuti del campo, il giornale veniva spesso usato come carta igienica.
L'ultimo numero de La Voce della Patria fu pubblicato il 18 settembre 1944. Nell'ottobre 1944 La Voce della Patria fu sostituita dal bisettimanale Il Camerata.